# Carlos Paez
Carlos Ernesto Paez de Oliveira Bustillo (29 maio de 1978) é um ex-futebolista profissional hondurenho que atuava como defensor.

## Carreira
Carlos Paez fez parte do elenco da Seleção Hondurenha de Futebol nas Olimpíadas de 2000.